# Rejilla de guía de ondas en matriz
Las rejillas de guía de onda en matriz (AWG, por sus siglas en inglés) se utilizan habitualmente como demultiplexores ópticos en sistemas multiplexados por división de longitud de onda (DWDM). Estos dispositivos son capaces de multiplexar muchas longitudes de onda en una sola fibra óptica, aumentando así considerablemente la capacidad de transmisión de las redes ópticas[1].
Los dispositivos se basan en un principio fundamental de la óptica, según el cual las ondas de luz de distintas longitudes de onda no interfieren linealmente entre sí. Esto significa que, si cada canal de una red de comunicación óptica utiliza luz de una longitud de onda ligeramente distinta, la luz de muchos de estos canales puede ser transportada por una única fibra óptica con una diafonía insignificante entre los canales. Los AWG se utilizan para multiplexar canales de varias longitudes de onda en una única fibra óptica en el extremo de transmisión y también se utilizan como demultiplexores para recuperar canales individuales de diferentes longitudes de onda en el extremo de recepción de una red de comunicación óptica.

La luz entrante (1) atraviesa un espacio libre (2) y entra en un haz de fibras ópticas o guías de ondas de canal (3). Las fibras tienen longitudes diferentes y, por tanto, aplican un desplazamiento de fase diferente a la salida de las fibras. A continuación, la luz atraviesa otro espacio libre (4) e interfiere en las entradas de las guías de onda de salida (5) de tal forma que cada canal de salida sólo recibe luz de una determinada longitud de onda. Las líneas naranjas sólo ilustran el recorrido de la luz. El recorrido de la luz de (1) a (5) es un demultiplexor, de (5) a (1) un multiplexor.

Los AWG convencionales basados en sílice, como se ilustra en la figura anterior, son circuitos planares de ondas luminosas fabricados depositando capas de sílice dopada y no dopada sobre un sustrato de silicio.
Los AWG constan de una serie de acopladores de entrada (1) y salida (5), una región de propagación en el espacio libre (2) y (4) y las guías de onda de rejilla (3). Las guías de onda de rejilla constan de muchas guías de onda, cada una de las cuales tiene un incremento de longitud constante (ΔL).
- La luz se acopla al dispositivo a través de una fibra óptica (1) conectada al puerto de entrada.
- La luz que se difracta fuera de la guía de onda de entrada en la interfaz acoplador/eslabón se propaga a través de la región de espacio libre (2) e ilumina la rejilla con una distribución gaussiana.
- Cada longitud de onda de luz acoplada a las guías de onda de la rejilla (3) experimenta un cambio constante de fase atribuido al incremento constante de longitud en las guías de onda de la rejilla.
- La luz difractada de cada guía de ondas dentro de la rejilla experimenta una interferencia constructiva, dando lugar a un reenfoque de la luz en las guías de ondas de salida (5). La posición espacial de los canales de salida depende de la longitud de onda, determinada por el desplazamiento de fase del conjunto inducido por el incremento de longitud constante en las guías de onda de la rejilla.[2]